# Indywidualne Mistrzostwa Danii na Żużlu 1992
Indywidualne Mistrzostwa Danii na Żużlu 1992 – cykl turniejów żużlowych, mających na celu wyłonienie najlepszych żużlowców w Danii w sezonie 1992. Tytuł zdobył Gert Handberg.

## Finał
- Uhre – 16 maja, Holsted – 17 maja 1992

| Msc. | Zawodnik                | Klub       | Pkt  |       |  |
| ---- | ----------------------- | ---------- | ---- | ----- |  |
| 1    | Gert Handberg           | Holsted    | 27   | 14,13 |  |
| 2    | Brian Karger            | Fredericia | 23+3 | 11,12 |  |
| 3    | John Jørgensen          | Fjelsted   | 23+2 | 11,12 |  |
| 4    | Tommy Knudsen           | Fredericia | 21   | 9,12  |  |
| 5    | Claus Jacobsen          | Holstebro  | 19+3 | 9,1   |  |
| 6    | Peter Ravn              | Randers    | 19+2 | 10,9  |  |
| 7    | Allan Johansen          | Fjelsted   | 18   | 8,1   |  |
| 8    | Brian Andersen          | Fredericia | 18   | 9,9   |  |
| 9    | Bo Skov Eriksen         | Holstebro  | 11   | 8,3   |  |
| 10   | Jan Stæchmann           | Vojens     | 10   | 1,9   |  |
| 11   | Jan Andersen            | Fredericia | 10   | 5,5   |  |
| 12   | Tom Knudsen             | Holstebro  | 9    | 5,4   |  |
| 13   | Jan O. Pedersen         | Fjelsted   | 8    | 4,4   |  |
| 14   | Hans Clausen            | Holsted    | 8    | 4,4   |  |
| 15   | Lars Henrik Jorgensen   | Vojens     | 4    | 4,3   |  |
| 16   | Rene Madsen             | Holsted    | 4    | 3,1   |  |
|      | rez. Jens Peter Nielsen | Randers    | 2    | -     |  |